# Hugo Rasmussen

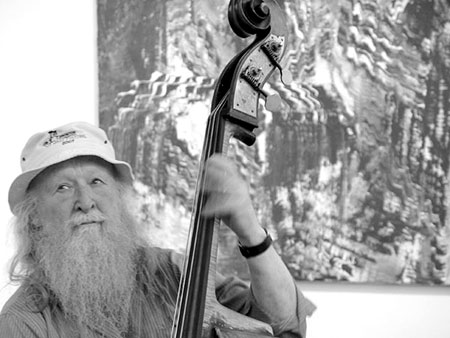
Hugo Rasmussen 2014

Hugo Rasmussen (* 22. März 1941 in Bagsværd, Gladsaxe; † 30. August 2015) war ein dänischer Jazzmusiker (Kontrabass).

## Leben und Wirken
Rasmussen spielte ab den 1960er-Jahren in der dänischen Jazzszene u. a. mit Carsten Dahl, Charlotte Halberg, Jens Søndergaard, Jesper Thilo und Niels Jørgen Steens Beatkapel, ferner mit in Skandinavien gastierenden Musikern wie Doug Raney, Ben Webster, Coleman Hawkins, Clark Terry, Horace Parlan, Wild Bill Davison, Al Cohn, Duke Jordan, Teddy Wilson. 1978 legte er unter eigenem Namen das Album Sweets to the Sweet vor. Ab den 1980er-Jahren war er u. a. auch Mitglied in Pierre Dørges New Jungle Orchestra; auch gehörte er zum Quintett von Poul Hindberg. Im Bereich des Jazz war er zwischen 1965 und 2012 an 146 Aufnahmesessions beteiligt.  2009 erhielt er den Ærespris (Ehrenpreis) des Danish Music Award Jazz 2009, der von der International Federation of the Phonographic Industry vergeben wird.